# OK Triangeln
OK Triangeln, bildad 1962, är en orienteringsklubb i de tre samhällena Östervåla, Tärnsjö och Harbo i nordvästra Uppland. Klubben har verksamhet för såväl nybörjare som ungdomar och elitlöpare. Under junior-VM 2006 blev två av klubbens estniska löpare, Timo Sild och Markus Puusepp, juniorvärldsmästare i stafett, och under 90-talet blev Sixten Sild bronsmedaljör på VM. 
Klubben har även haft många duktiga egna löpare som växt upp med klubben. Några av de mest framgångsrika är Charlotte Nilsson och Patrik Hellblom.